# Parafia św. Józefa Oblubieńca Najświętszej Maryi Panny w Bystrej
Parafia św. Józefa Oblubieńca Najświętszej Maryi Panny w Bystrej – rzymskokatolicka parafia znajdująca się w diecezji tarnowskiej w dekanacie łużniańskim.
Kościół zbudowany w latach 1922–1925.
Obok kościoła znajduje się dzwonnica z trzema arkadami, w dzwonnicy znajdują się trzy dzwony: Józef (330kg), Piotr (200kg) oraz Młodzieniaszek Stanisław (170kg). Dzwony odlano w odlewni dzwonów Schwabe w Białej w 1948. Parafia erygowana przez biskupa tarnowskiego Leona Wałęgę w 1926. Dotychczas wierni z Bystrej należeli do parafii Matki Bożej Szkaplerznej w Szymbarku. 
Na miejscowym cmentarzu parafialnym spoczywa generał Aleksander Jasiński-Sas.

## Proboszczowie i administratorzy
Proboszczowie parafii w Bystrej:
1. ks. Paweł Mika (1926–1939)
2. ks. Jan Wilk (1939–1962)
3. ks. Franciszek Czosnek (1962–1981)
4. ks. Józef Słaby (1981–2006)
5. ks. Stanisław Leśniak (2006–2021)
6. ks. Krzysztof Waśko (od 2021)

W okresie, w którym ks. Jan Wilk pełnił funkcję kapelana wojskowego administratorami parafii byli:
- ks. Stanisław Jagła ( IX 1939-IX 1940)
- ks. Wojciech Urbaś (IX 1940-V 1945)